# Rockbridge
Rockbridge és una població dels Estats Units a l'estat d'Illinois. Segons el cens del 2000 tenia 189 habitants.

## Demografia
Segons el cens del 2000, Rockbridge tenia 189 habitants, 84 habitatges, i 63 famílies. La densitat de població era de 98,6 habitants/km².
Dels 84 habitatges en un 25% hi vivien nens de menys de 18 anys, en un 61,9% hi vivien parelles casades, en un 9,5% dones solteres, i en un 25% no eren unitats familiars. En el 21,4% dels habitatges hi vivien persones soles l'11,9% de les quals corresponia a persones de 65 anys o més que vivien soles. El nombre mitjà de persones vivint en cada habitatge era de 2,25 i el nombre mitjà de persones que vivien en cada família era de 2,59.
Per edats la població es repartia de la següent manera: un 16,9% tenia menys de 18 anys, un 8,5% entre 18 i 24, un 24,3% entre 25 i 44, un 28,6% de 45 a 60 i un 21,7% 65 anys o més.
L'edat mediana era de 45 anys. Per cada 100 dones de 18 o més anys hi havia 91,5 homes.
La renda mediana per habitatge era de 31.667 $ i la renda mediana per família de 36.250 $. Els homes tenien una renda mediana de 25.714 $ mentre que les dones 17.344 $. La renda per capita de la població era de 16.243 $. Aproximadament el 9,8% de les famílies i el 7,2% de la població estaven per davall del llindar de pobresa.

## Poblacions més properes
El següent diagrama mostra les poblacions més properes.